# رونی اسکروالا
رونی اسکروالا (انگلیسی: Ronnie Screwvala؛ زادهٔ ۸ سپتامبر ۱۹۶۲) یک تهیه‌کننده اهل هند است.